# باگود
باگود (به مجاری: Bagod) یک شهرداری در مجارستان است که در ناحیه زالائگرسگ واقع شده‌است. باگود ۱۶٫۳۹ کیلومتر مربع مساحت و ۱٬۳۶۷ نفر جمعیت دارد.